# 帝王加冕
帝王加冕，是日本純種競賽馬匹。生涯活躍於一哩及中距離賽事，曾勝出如月賞及讀賣盃，亦於東京優駿（日本打吡）取得亞軍。

## 出賽前
2006年2月5日出生於北海道千歲市社台牧場，所有權歸父系及母系馬主臼田浩二旗下。
其後交由栗東訓練中心練馬師橋口弘次郎訓練。

## 競賽生涯

### 2歲
2008年10月26日出戰京都競馬場2歲新馬戰，維持於中團位置等待時機下於直路徐徐而上，但最終仍然敗於對手取得第二。順帶一提，本次2歲新馬戰冠軍爲日後的皋月賞冠軍所向披靡、季軍爲來年之兩冠雌馬迷人景致、殿軍Three Rolls則爲來年菊花賞馬、第五名A Shin Beatlon則勝出2014年的夏季冠軍賽。參與此2歲新馬戰的賽駒均悉數於其後突破未勝利戰級別，更有五匹分級賽優勝賽駒，而分級賽優勝的賽駒中亦包含三匹一級賽冠軍，對於新馬戰而言極爲罕見，因而被稱爲「傳說的新馬戰」。
其後出戰2歲未勝利戰，改變戰略下以領放戰術展開比賽，於途中越走越順，最終於直路繼續加速爆發速度下瞬間拉開對手，以2.1秒的大差優勢取得首勝。
12月7日出戰千兩賞，於上仗騎師武豐休養的情況下由安藤勝己代打策騎。比賽開始後，其再度選擇以領放的戰術帶領馬群前進，於直路繼續堅守位置，最終以3馬位優勢取得勝利。
年末出戰日經電台盃兩歲錦標，比賽初段以較快的節奏展開領放，於對面直路中後段開始嘗試帶離對手。然而進入直路後，其受到自身製造的快步速影響未能維持速度，最終被宇宙無極超越取得第二。

### 3歲
2009年首戰選擇位三級賽如月賞，比賽初段吸取上仗的經驗後以緩慢的姿態搶佔位置，並於比賽途中以慢放的姿態前進。進入直路後，其嚮應騎師武豐的指揮瞬間彈出並逐步帶離對手，最終成功以3 1/2馬位取得首個分級賽冠軍。
4月於未有出戰前哨戰的情況下直走皋月賞，然而未能搶佔領放位置下再受到快步速影響，於比賽途中始終未能尋找到合適的節奏，最終以第十三大敗。
5月繼續出戰東京優駿（日本打吡），於NHK一哩賽冠軍咖啡寶快放大逃下，其選擇獨自保持於第二的位置推進，未有跟進對手的動作。通過第四彎道時，其取代失速的咖啡寶成為領先的賽駒，但於直路上未能堅守位置被宇宙無極超越，最終再次敗於對手取得亞軍。
放草過後於秋季以神戶新聞盃作為起動戰，本次比賽雖然於初段得以領先並維持優勢，但於進入直路後逐步後後方衝出的至尊無上壓制，最終以2馬位差距敗於對手以第二完賽。
10月25日以菊花賞作為目標，比賽初段隨即衝出並選擇快放的戰術，於中段開始和後方馬群保持距離。然而通過第二圈第三彎道時，此差距開始被縮窄，而於直路上其亦因為大長途適性不足而逐漸被迫近，最終於最後100米處被追上，僅跑獲第五的戰績。
完成菊花賞後出戰日本盃，採用前置戰術下於最後200米突然失速，最終以第九落敗，年末於有馬紀念中亦因為在第三、四彎道未能進佔位置而以第十三大敗。

### 4歲
進入2010年，陣營改變方針決定以一哩賽事為主軸，同時嘗試轉戰泥地以二月錦標作為目標，然而於比賽途中無法由中團位置突破，最終僅跑獲第十。
其後返回草地戰線以讀賣盃作為目標，比賽初段迅速進佔第三的位置，以穩定的姿態跟隨國際高球及玉藻佳駿推進。進入直路後，其以優秀的反應衝出並取得領先，其後一直維持不俗的走勢，以頸位優勢戰勝凱旋曲取得時隔1年2個月的勝利。
6月按照計劃出戰上半年大目標安田紀念，比賽開始後於第三、四左右的位置推進，然而進入直路後完全沒有加速的反應，最終被眾多對手超越下以第十四落敗。
賽後2日，其被檢查出右中間手根骨骨折，因而進入長達半年的休養。
12月18日復出出戰阪神盃，然而採用居中戰術下未能於外檔展現優勢，最終以第七落敗。

### 5歲
進入2011年，其所有權被轉讓予西山茂行，同時以京都金盃作為首戰。比賽開始後，其維持於先頭位置，一直以貼欄的姿態前進，於直路亦繼續於內欄位置之外追擊，然而未能壓制對手取得第四。
2月27日出戰中山紀念，本次比賽一反以往的做法，維持於尾三位置以後追的方式展開賽事，同時於最後彎道抽出大外檔望空。進入直路後，其繼續於是在位置不斷加速衝刺，最終敗於比薩勝駒及北國隊長取得季軍。
但其後未能維持穩定的表現，於讀賣盃中以第九完賽，出戰都大路錦標及安田紀念均因為失速而分別以第十四及第十七大敗。
進入秋季後，其仍然未從頹勢中恢復，於愛爾蘭盃中以第十大敗。
賽後，其因為喘鳴症而接受手術，並進入休養。

### 6歲
2012年於恢復過後繼續出戰賽事，然而於年間首兩場賽事打吡公爵挑戰盃及讀賣盃分別以第十一及第十六大敗。
5月16日，其被轉往隸屬美浦訓練中心的杉浦宏昭馬房。
轉倉後於年間出戰多兩場賽事，於巴登巴登盃及CBC賞中分別取得第八及第六。
CBC賞賽後，其被發現右膝出現剝離性格骨折，再度進入休養。

### 7歲
2013年2月3日於東京新聞盃以包尾第十六落敗後，陣營安排其退役，並於2月6日取消日本中央競馬會的賽駒註冊。

### 詳細賽績
| 日期       | 舉辦國家 | 馬場 | 距離   | 級別   | 賽事名稱           | 負重 | 騎師     | 馬號 | 出馬 | 名次 | 時間   | 頭馬（二馬）        |
| ---------- | -------- | ---- | ------ | ------ | ------------------ | ---- | -------- | ---- | ---- | ---- | ------ | ------------------- |
| 26/10/2008 | 日本     | 京都 | 草1800 |        | 2歲新馬            | 55   | 小牧太   | 2    | 11   | 2    | 1:51.9 | 所向披靡            |
| 16/11/2008 | 日本     | 京都 | 草1800 |        | 2歲未勝利          | 55   | 武豐     | 8    | 17   | 1    | 1:47.4 | （Tamamo Universe） |
| 7/12/2008  | 日本     | 阪神 | 草1600 |        | 千兩賞             | 55   | 安藤勝己 | 8    | 8    | 1    | 1:34.7 | （Kaishu Bonanza）  |
| 27/12/2008 | 日本     | 阪神 | 草2000 | JpnIII | 日經電台盃兩歲錦標 | 55   | 武豐     | 3    | 11   | 2    | 2:02.4 | 宇宙無極            |
| 25/2/2009  | 日本     | 京都 | 草1800 | GIII   | 如月賞             | 56   | 武豐     | 7    | 10   | 1    | 1:48.9 | （Request Song）    |
| 19/4/2009  | 日本     | 中山 | 草2000 | JpnI   | 皋月賞             | 57   | 武豐     | 18   | 18   | 13   | 2:00.4 | 所向披靡            |
| 31/5/2009  | 日本     | 東京 | 草2400 | JpnI   | 東京優駿           | 57   | 武豐     | 12   | 18   | 2    | 2:34.4 | 宇宙無極            |
| 27/9/2009  | 日本     | 阪神 | 草2400 | JpnII  | 神戶新聞盃         | 56   | 武豐     | 13   | 14   | 2    | 2:24.5 | 至尊無上            |
| 25/10/2009 | 日本     | 京都 | 草3000 | JpnI   | 菊花賞             | 57   | 武豐     | 9    | 18   | 5    | 3:03.9 | Three Rolls         |
| 29/11/2009 | 日本     | 東京 | 草2400 | GI     | 日本盃             | 55   | 武豐     | 9    | 18   | 9    | 2:23.4 | 伏特加              |
| 27/12/2009 | 日本     | 中山 | 草2500 | GI     | 有馬紀念           | 55   | 武豐     | 8    | 16   | 13   | 2:34.6 | 夢之旅              |
| 21/2/2010  | 日本     | 東京 | 泥1600 | GI     | 二月錦標           | 57   | 武豐     | 14   | 15   | 10   | 1:37.6 | 希望之城            |
| 17/4/2010  | 日本     | 阪神 | 草1600 | GII    | 讀賣盃             | 57   | 安藤勝己 | 18   | 18   | 1    | 1:32.9 | （凱旋曲）          |
| 6/6/2010   | 日本     | 東京 | 草1600 | GI     | 安田紀念           | 58   | 安藤勝己 | 1    | 18   | 14   | 1:32.8 | 昭和革新            |
| 18/12/2010 | 日本     | 阪神 | 草1400 | GII    | 阪神盃             | 57   | 武豐     | 8    | 17   | 7    | 1:20.7 | 拳壇奇蹟            |
| 5/1/2011   | 日本     | 京都 | 草1600 | GIII   | 京都金盃           | 58   | 武豐     | 3    | 16   | 4    | 1:33.8 | 國際高球            |
| 27/2/2011  | 日本     | 中山 | 草1800 | GII    | 中山紀念           | 58   | 武豐     | 4    | 12   | 3    | 1:46.4 | 比薩勝駒            |
| 17/4/2011  | 日本     | 阪神 | 草1600 | GII    | 讀賣盃             | 58   | 武豐     | 5    | 18   | 9    | 1:33.0 | 國際高球            |
| 8/5/2011   | 日本     | 京都 | 草1800 | OP     | 都大路錦標         | 58   | 藤田伸二 | 13   | 15   | 14   | 1:48.9 | Neo Vendome         |
| 5/6/2011   | 日本     | 東京 | 草1600 | GI     | 安田紀念           | 58   | 北村宏司 | 18   | 18   | 17   | 1:33.4 | 實際影響            |
| 15/10/2011 | 日本     | 東京 | 草2000 | OP     | 愛爾蘭盃           | 58   | 北村宏司 | 10   | 11   | 10   | 2:01.9 | 東瀛之夢            |
| 1/4/2012   | 日本     | 中山 | 草1600 | GIII   | 打吡公爵挑戰盃     | 57.5 | 田邊裕信 | 15   | 16   | 11   | 1:34.3 | 禮貌周到            |
| 22/4/2012  | 日本     | 京都 | 草1600 | GII    | 讀賣盃             | 55   | 藤田伸二 | 2    | 18   | 16   | 1:34.6 | 國際高球            |
| 17/6/2012  | 日本     | 福島 | 草1200 | OP     | 巴登巴登盃         | 57   | 蛯名正義 | 2    | 11   | 8    | 1:10.1 | Bewitch Us          |
| 1/7/2012   | 日本     | 中京 | 草1200 | GIII   | CBC賞              | 57   | 北村友一 | 10   | 17   | 6    | 1:09.5 | 神通鼎盛            |
| 3/2/2013   | 日本     | 東京 | 草1600 | GIII   | 東京新聞盃         | 57   | 江田照男 | 2    | 16   | 16   | 1:35.0 | 亞瑟神劍            |

## 退役後
退役後，帝王加冕成為了配種馬，於北海道新日高町Arrow Stud休養，在2013年進行配種。首批子嗣於2014年出生，可於2016年出賽。2017年1月8日，俠平在新山紀念取勝，成為了首匹勝出分級賽的子嗣。
2016年，其被轉移至北海道安平町Shadai Stallion Station繼續配種。
2021年，其再度返回Arrow Stud，並於此地休養及配種。
2024年3月29日，其因出現肺水腫徵狀，判斷無法康復下被施以安樂死，享年18歲。

### 主要子嗣

#### 分級賽優勝子嗣
2014年生
- 俠平（新山紀念）

2019年生
- Ater Astraea（雌馬預賽、皇后賞、閃耀女士盃）
- 冠威（ 阿聯酋打吡、兩次  韓國盃、水星盃）

## 血統簡介
父系特別週爲日本賽駒，生涯戰績彪炳，曾勝出1998年東京優駿（日本打吡），於1999年稱霸春秋天皇賞並於日本盃擊退衆多外敵而被稱爲「日本總大將」。祖父週日寧靜是美國三冠賽雙軍馬，退役後在日本配種，在日本馬壇相當成功，贏得多項分級賽事，其子嗣贏得巨額獎金。
母系Crownpiece為日本賽駒，僅勝出未勝利戰。外祖父西雅圖迴旋爲美國賽駒，生涯戰績極佳，爲美國三冠馬，退役後之配種成績亦非常出色，爲世界著名種馬之一。

### 血統表
| 父線：週日寧靜系（Halo系）                       |                              |                |                 |
| 種馬 特別週 1995年（深棗色）                     | 週日寧靜 1986年（棕色）      | Halo           | Hail to Reason  |
| 種馬 特別週 1995年（深棗色）                     | 週日寧靜 1986年（棕色）      | Halo           | Cosmah          |
| 種馬 特別週 1995年（深棗色）                     | 週日寧靜 1986年（棕色）      | Wishing Well   | Understanding   |
| 種馬 特別週 1995年（深棗色）                     | 週日寧靜 1986年（棕色）      | Wishing Well   | Mountain Flower |
| 種馬 特別週 1995年（深棗色）                     | Campaign Girl 1987年（棗色） | 丸善斯基       | 尼真斯基        |
| 種馬 特別週 1995年（深棗色）                     | Campaign Girl 1987年（棗色） | 丸善斯基       | Shill           |
| 種馬 特別週 1995年（深棗色）                     | Campaign Girl 1987年（棗色） | Lady Shiraoki  | Saint Crespin   |
| 種馬 特別週 1995年（深棗色）                     | Campaign Girl 1987年（棗色） | Lady Shiraoki  | Miss Ashiyagawa |
| 繁殖雌馬 Crownpiece 1997年（棗色）               | 西雅圖迴旋 1974年（深棗色）  | Bold Reasoning | Boldnesian      |
| 繁殖雌馬 Crownpiece 1997年（棗色）               | 西雅圖迴旋 1974年（深棗色）  | Bold Reasoning | Reason to Earn  |
| 繁殖雌馬 Crownpiece 1997年（棗色）               | 西雅圖迴旋 1974年（深棗色）  | My Charmer     | Poker           |
| 繁殖雌馬 Crownpiece 1997年（棗色）               | 西雅圖迴旋 1974年（深棗色）  | My Charmer     | Fair Charmer    |
| 繁殖雌馬 Crownpiece 1997年（棗色）               | Classic Crown 1985年（棗色） | 淘金者         | Raise a Native  |
| 繁殖雌馬 Crownpiece 1997年（棗色）               | Classic Crown 1985年（棗色） | 淘金者         | Gold Digger     |
| 繁殖雌馬 Crownpiece 1997年（棗色）               | Classic Crown 1985年（棗色） | Six Crowns     | 秘書處          |
| 繁殖雌馬 Crownpiece 1997年（棗色）               | Classic Crown 1985年（棗色） | Six Crowns     | Chris Evert     |
| 雌系：Chris Evert系（號族：23-b）                |                              |                |                 |
| 五代內近親交配：Hail to Reason 4×5、勇者帝王 5×5 |                              |                |                 |

## 命名由來
名字Reach the Crown（リーチザクラウン）意思是「到達頂點」，於英語語境中，亦有戴冠加冕的意思，繼承自母系Crownpiece的名字，香港則取「帝王加冕」作為翻譯。